# Clypeaster rosaceus
Clypeaster rosaceus — морський їжак родини Clypeasteridae. Вид вперше описаний Карлом Ліннеєм у 1758.

## Опис
Вид проживає на глибинах від 0 до 285 м. Поширений на узбережжі: від Південної Кароліни до західної Вест-Індії; Барбадосу, Техасу, Венесуели, Панами. Розміри — 7 см.

## Синоніми
- Diplothecanthus rosaceus (Linnaeus, 1758)
- Echinanthus rosaceus (Linnaeus, 1758)
- Echinus rosaceus (Linnaeus, 1758)

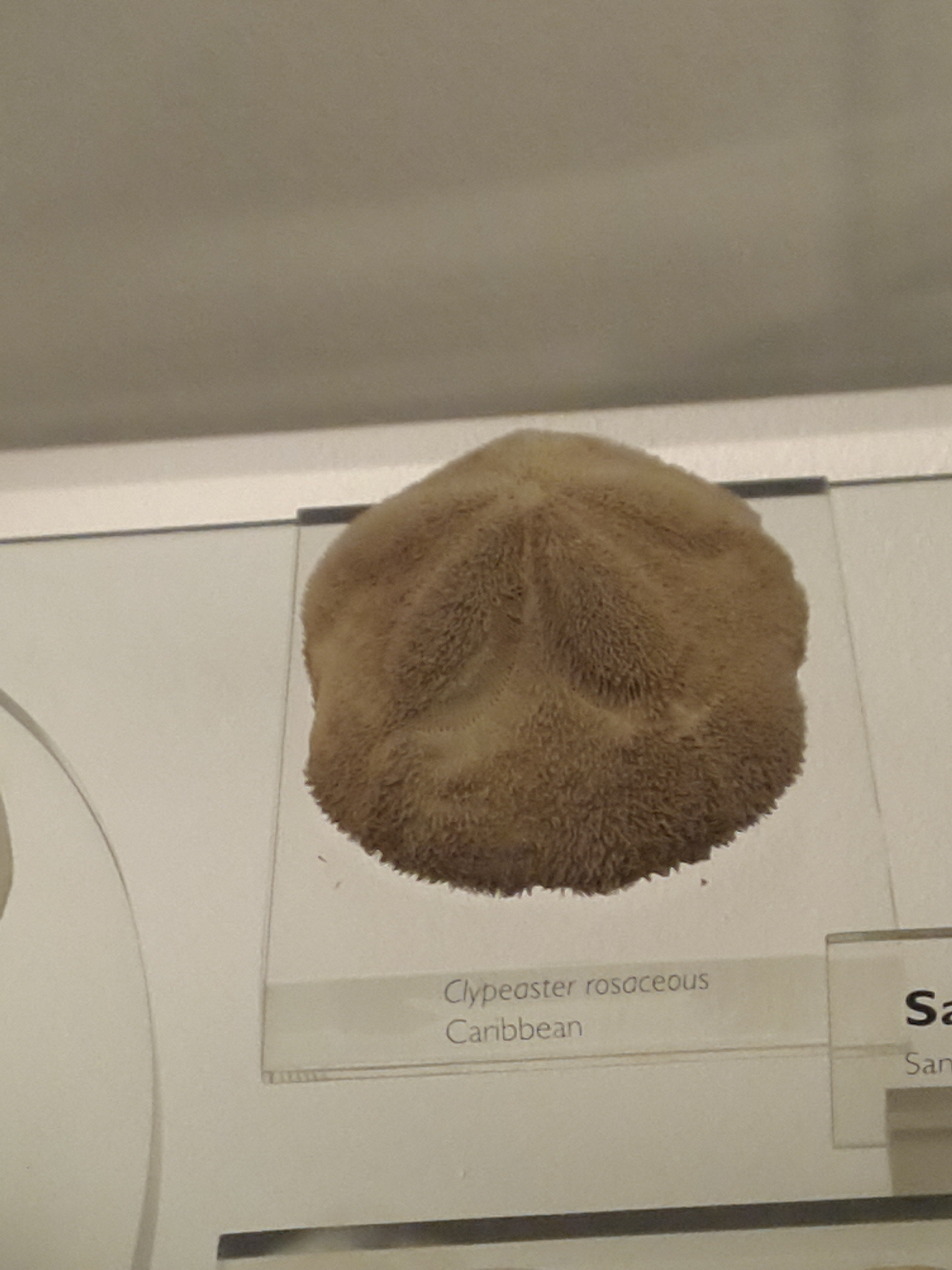
З галереї морських безхребетних в Музеї природознавства, Лондон
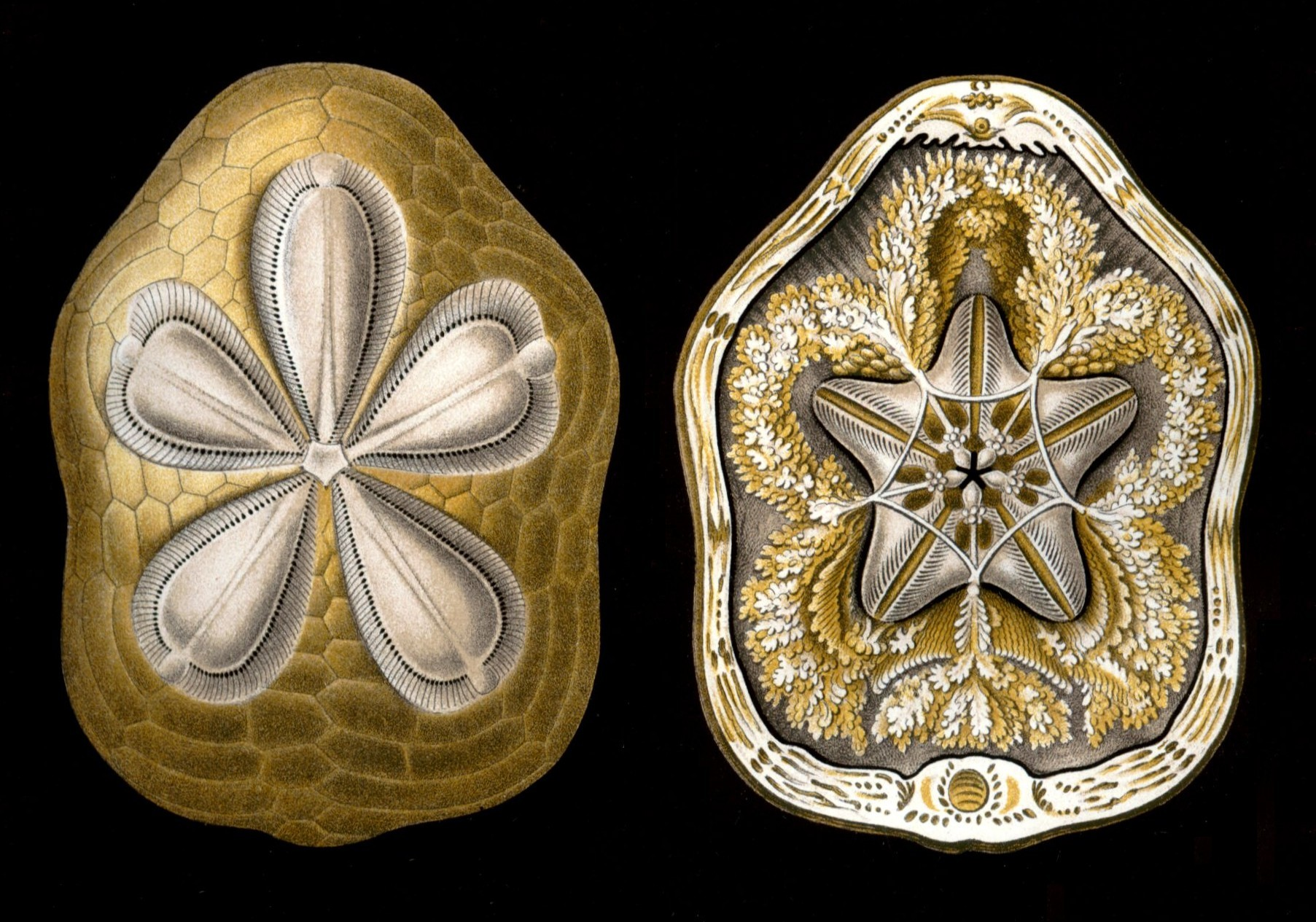
Зліва вид згори, без шипів; справа внутрішні органи